# クロマトーン

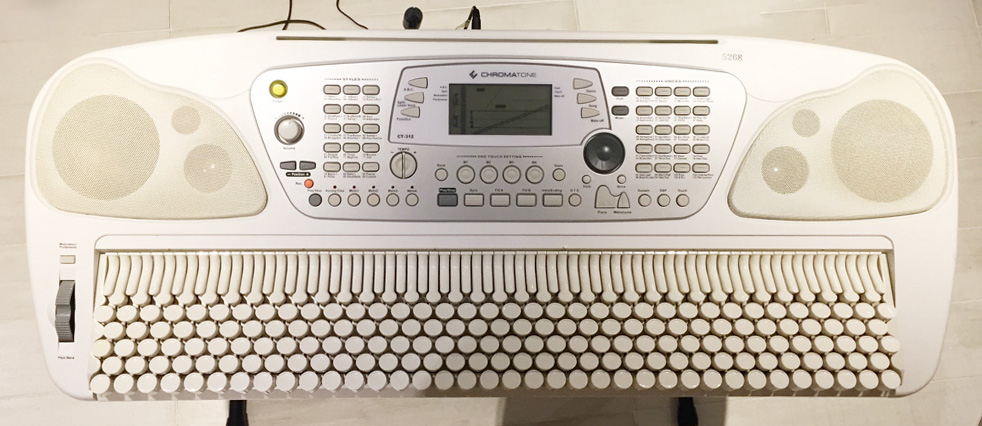
クロマトーン（CHROMATONE CT-312）

ヤンコ鍵盤の配置。クロマトーンと全音配列の部分は同一であるが、黒鍵と白鍵を明確に区別していることから概念が異なる。

クロマトーン（CHROMATONE）は、音楽プロデューサー「大川ワタル」が開発した、従来の鍵盤楽器とは異なった鍵盤配列（全音階配列＋半音階配列）の楽器用鍵盤である。大川自身が開発した「ムトウ記譜法」に基づいた鍵盤設計であり、調が変わっても弾き方が同じであることや、♯や♭、白鍵や黒鍵の区別をなくしたところが特徴的である。

## 歴史
1987年に、静岡県浜松市にあるピアノメーカーのクロイツェルピアノと、鍵盤工場の中村鍵盤製作所の協力の下、アップライトピアノを改造して作られた試作機「ラピアン」が完成した。
1990年にアタッチメントタイプの「ラピアンキット」を発表。2000年に「ホールトーンレボリューション」、2003年に「クロマトーンCT-312」が発表された（電子キーボード）。2010年にiPad版アプリケーション「Chromatone for iPad」、2012年にAndroid版アプリケーション「Chromatone for Android」を発表した。その後、2018年から2020年にかけて開発者自らが「ホールトーンレボリューション」、「クロマトーンCT-312」の無料頒布のキャンペーンを行った。
2021年に自作MIDIキーボードキット「CHOROMATONE-MINI」を発売した。

## 特徴
1オクターヴの中にある12の音はそれぞれが平等で独立した音であるという考え方から、♯や♭で使う鍵盤（黒鍵）の色による区別がない。12調の全ての調において、弾き方が同じになるように作られている。
見た目は独立したボタンがたくさん並んでいるようであるが、縦列のボタンは連動しており同鍵盤となっている。この鍵盤が互い違いに半音階で配置されているため、縦列は同じ音となり、鍵盤上部に半音階配列、下部に全音配列の組み合わせとなっている。この配列は19世紀にハンガリーで開発されたヤンコ鍵盤と全音配列の部分は同じであるが、黒鍵や白鍵の区別を無くしたクロマトーンとは概念が異なる。また、鍵盤の形状も異なっている（ヤンコ鍵盤は長方形だが、クロマトーンは円形）。

## 演奏におけるメリット、デメリット

### メリット
- 移調・転調において運指が同一のため、ピアノに比べてフレーズやコードの運指パターンが1/12となる。
- 視覚と聴覚における音と音の距離が一致するため、距離感が明確になり、より直感的に演奏することが容易になる。
- ピアノに比べ構造上鍵盤が小さめにつくられているため、手の小さい女性でもオクターヴ奏法が容易である。
- 半音階と全音階でのグリッサンド奏法の使い分けができる。

### デメリット
- 普及していないので教えている場所が少なく、どこでも弾くことはできない。
- 電子キーボードの完成品としてはすでに生産・販売を終了している。

## エピソード
- 1987年、「ラピアン」が世界発明EXPOにてグランプリを受賞[2][3]。
- 1989年、シンセサイザーの創始者、ロバート・モーグ博士は「ラピアン」に大変な興味を示し、来日した際には自ら開発者を取材した。その後開発者を連れ、アトランタでラピアンのプレスレセプションを自ら行った[4]
- 山田尚勇（東大名誉教授）は、1988年にラピアンの独自性と斬新なアイディアを絶賛し、次世代キーボードとして自身の東大講義の中でも紹介した[1]。
- 浜松市楽器博物館に「Wholetone Revolution」が展示されている。[5]
- クロマトーンに使用されているメカニズムは「楽器用鍵盤」として日本及び世界で特許が認められている[注釈 2]。

## 開発製品
ラピアン（RAPIAN）
1987年製造。クロマトーンの初期型で、アップライトピアノのプロトタイプ。
ラピアンキット
1990年製造。ピアノ鍵盤の上に貼り付けて使用するアタッチメントタイプ。
Wholetone Revolution（ホールトーンレボリューション）
2000年製造。61鍵のMIDIシンセサイザーをベースにした、88鍵タイプのクロマトーン。ボディはコルグのN5、基盤は88keyであるN1であるため、部品供給はコルグが行い、組み立ては鈴木楽器製作所が行った。
CHROMATONE CT-312（クロマトーン CT-312）
2003年製造。61鍵の電子キーボードをベースにした、71鍵タイプのクロマトーン。
CHROMATONE-MINI（クロマトーン ミニ）
2021年製造。3オクターブ分相当の37音を網羅したMIDIキーボード型のクロマトーンの自作キット。ボタン式クロマチックアコーディオンのボタン配列を模した自作MIDIキーボードキット「giabalanai」の開発者に委託。自作キットであるため、自らが組み立てなければならない。
CHROMATONEMINI pico（クロマトーンミニ ピコ）
2021年製造。マイコンボードにRaspberry Pi Picoを採用したMIDIキーボード型のクロマトーンの自作キット。キーボードがボタン式クロマチックアコーディオンのイタリア式配列、ベルギー式配列、パソコンのQWERTY配列にも切り替えることができるようになった。